# Silvia Navarro (piłkarka ręczna)
Silvia Navarro Gimenez (ur. 20 marca 1979 w Walencji)  – hiszpańska piłkarka ręczna, reprezentantka kraju, bramkarka. Od sezonu 2012/13 występuje w rumuńskim C.S. Oltchim Râmnicu Vâlcea.

## Sukcesy

### reprezentacyjne
- brązowy medal mistrzostw Świata  (2011)
- srebrny medal mistrzostw Europy  (2014)

### klubowe
- mistrzostwo Hiszpanii  (1997, 1998, 2009, 2010, 2011, 2012)
- wicemistrzostwo Hiszpanii  (2008)
- puchar Królowej  (1997, 1998, 2010, 2011, 2012)
- puchar EHF  (2009)
- finalistka pucharu EHF  (2008)
- finalistka Ligi Mistrzyń  (1998, 2011)